# Déborah Heissler
Déborah Heissler (ur. 5 maja 1976 w Miluzie) – francuska poetka, eseistka i krytyk literacki, członek stowarzyszenia Dom Pisarzy i Literatury. Wyróżniona licznymi nagrodami literackimi: Prix de la Vocation en poésie – Nagroda za Powołanie (2005) Fundacji Bleustein-Blanchet, międzynarodowa nagroda w konkursie poezji frankofońskiej im. Yvana Golla (2011), a także nagroda w konkursie na prozę poetycką im. Louisa Guillaume’a (2012) (została ostatnio członkiem jury tego konkursu). Jest również członkiem jury w konkursie poezji organizowanym przez czasopismo Nunc (od 2017 roku).

## Życiorys

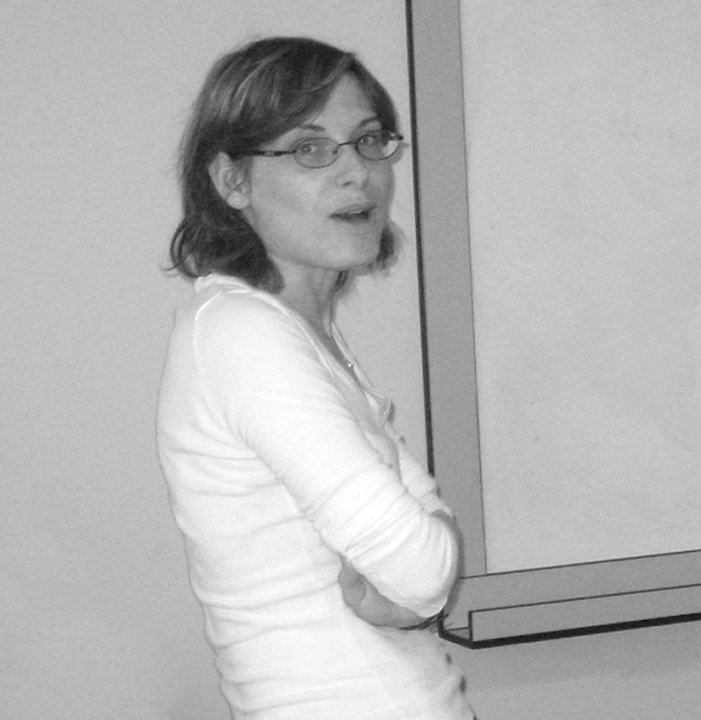
Naresuan University of Phitsanulok, Thailand (Summer 2010).

### Wykształcenie
Narodziny w Miluzie w 1976 (matka Polka, ojciec Francuz). W 1988 roku odbiera stypendium literackie „Antoinette et Pol Neveux” Akademii Francuskiej, stanowiące nagrodę za postępy uzyskane w języku francuskim, i równolegle, w latach 1980–1998, pobiera lekcje fortepianu. Lata 1994–2008 poświęca na studiowanie literatury współczesnej, informacji naukowej i działalności kulturalnej na Université de Haute-Alsace w Miluzie.
W grudniu 2005 uzyskuje tytuł doktora w dziedzinie literatury francuskiej w Instytucie Badań nad Językami i Literaturą Europejską (EA 4363) i w tym samym czasie publikuje swój pierwszy zbiór wierszy (Près d’eux, la nuit sous la neige, Cheyne), do czego przyczyniło się przyznanie jej („Nagroda za Powołanie”) przez Fundację Bleustein-Blanchet.
Wiosną 2007 studia uniwersyteckie kończy stażem naukowym w bibliotece-muzeum Opery Garnier poświęconym kolekcji fotograficznej Rogera Pica, a tym samym tańcowi w Operze Garnier w latach 60., dzięki czemu odkrywa pracę takich artystów, jak między innymi Jiří Kylián, Pina Bausch, Angelin Preljocaj, William Christie czy Nicolas Le Riche.

### Nauczanie
W latach 2007–2010 przebywa w Indiach, Chinach, następnie w Tajlandii i w Wietnamie, gdzie uczy języka francuskiego na wielu uniwersytetach i wydziałach języka francuskiego. Z pobytu na Uniwersytecie w Xiangtan, w prowincji Hunan w Chinach, przywiezie liczne fotografie oraz część swojego zbioru wierszy Comme un morceau de nuit, découpé dans son étoffe (Cheyne, 2010) wyróżnionego międzynarodową nagrodą w konkursie poezji frankofońskiej im. Yvana Golla w 2011 oraz nagrodą w konkursie na prozę poetycką im. Louisa Guillaume’a w 2012.

### Twórczość literacka
Po powrocie do Francji otrzymuje stypendium autorskie Regionalnego Centrum Książki we Franche-Comté, co umożliwi jej zorganizowanie pobytu jako autorki w Baume-les-Dames i zaowocuje w 2013 roku publikacją Chiaroscuro (we współpracy z malarzem i plastykiem André Jolivet, wydaną przez éditions Æncrages & Co). Wiosną 2013 roku CNL przyznaje jej kredyt na pobyt w Domu Poezji w Rennes (co umożliwi jej nie tylko kontynuowanie współpracy z wydawcami-typografami, ale także odkrycie pracy artystów malarzy lub plastyków, w następstwie czego powstanie wiele książek artystycznych).
Wiosną 2015 roku zostaje członkiem jury nagrody w konkursie na prozę poetycką im. Louisa Guillaume’a i na zaproszenie Jennifer K Dick, dołącza na początku 2016 roku do francusko-amerykańskiego zespołu cyklicznego odczytu poezji Ivy Writers Paris, odkrywając twórczość pisarską takich autorów, jak chociażby Nicolas Tardy, Mia You, Édith Msika, Jacques Jouet czy Frédéric Forte.

## Publikacje

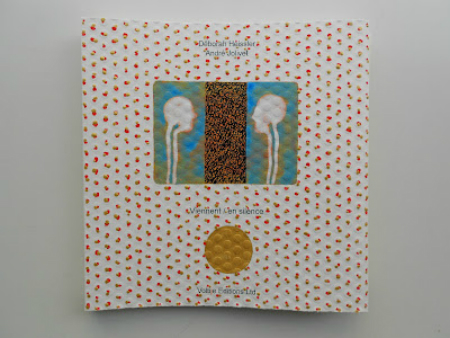
Viennent / en silence, Książka artystyczna we współpracy z plastykiem André Jolivet, 9 egzemplarzy w formacie 27 × 27 cm z pudełkiem, Voltije, 2012.

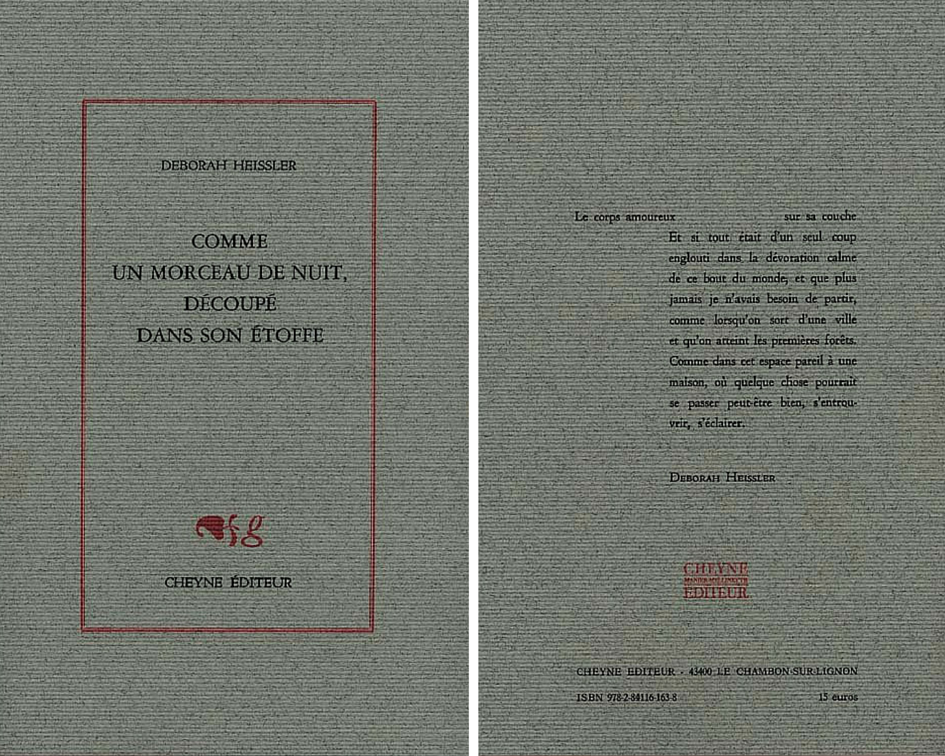
Comme un morceau de nuit, découpé dans son étoffe, wstęp Dominique Sorrente, Cheyne, Chambon-sur-Lignon, 2010.

- Les Nuits et les Jours [we współpracy z artystą wizualnym Joanna Kaiser (Polska) i wstęp Cole Swensen (USA)], Æncrages & Co, Baume-les-Dames, 2020.
- Collisions douces, książka artystyczna powstała we współpracy z Armandem Dupuy, Philippem Agostini i Rolandem Chopardem, 9 egzemplarzy – w tym egzemplarz artystyczny, druk Æncrages & Co 9 sierpnia 2017.
- Tristesse et beauté. Hommage à Yasunari Kawabata, Livre pauvre we współpracy z Philippem Agostini, 4 egzemplarze, w tym jeden przeznaczony do kolekcji Daniela Leuwersa, 2017.
- Morte Saison. Hommage à Nicolas Bouvier, Livre pauvre we współpracy z Philippem Agostini, 4 egzemplarze, w tym jeden przeznaczony do kolekcji Daniela Leuwersa, 2016.
- Sorrowful Songs, we współpracy z malarzem Peterem Maslowem (USA), Æncrages & Co, wstęp Claude Chambard, Baume-les-Dames, 2015.
- Kanten, Książka artystyczna na temat ilustracji Michela Remaud, w nakładzie 7 egzemplarzy na papierze BFK Rives (31,5 × 16,5). 5 plansz w pudełku, 2015.
- A la lisière des champs, Książka artystyczna (L3V) na temat ilustracji Michela Remaud, 3 egzemplarze, w tym 1 wystawiony w galerii Marie Thamin, mt-galerie, 2015.
- Le monde d’Eros, Little big book Artist, Książka artystyczna we współpracy z plastykiem André Jolivet, 4 egzemplarze w formacie 21 × 25 cm, Voltije Ltd, 2015.
- Chiaroscuro, we współpracy z plastykiem André Jolivet, wstęp Sabine Huynh, Æncrages & Co, Baume-les-Dames, 2013.
- Viennent / en silence, Książka artystyczna we współpracy z plastykiem André Jolivet, 9 egzemplarzy w formacie 27 × 27 cm z pudełkiem, Voltije Ltd, 2012.
- Comme un morceau de nuit, découpé dans son étoffe, wstęp Dominique Sorrente, Éditions Cheyne, coll. Grise, Chambon-sur-Lignon, 2010.
- Près d’eux, la nuit sous la neige, Tekst pochyłą czcionką, Cheyne, Chambon-sur-Lignon, 2005.

## Przyjęcie przez krytykę
Według dziennikarza Francisa Chenota, twórczość literacka Déborah Heissler „żywi się znaczącymi głosami współczesnej poezji francuskiej, której Yves Bonnefoy, André du Bouchet, Gustave Roud czy Philippe Jaccottet są, według Richarda Blina, „orędownikami”. Również zdaniem tego ostatniego – wyrażonym w artykule w Le Matricule des anges (numer 071, marzec 2006) – oferując do czytania „wiersze zrzeczenia się”, które czynią z degradacji źródło głosu dającego rytm „tętnu nieobecności” czy też „wewnętrzną dźwięczność temu, czego już nie ma”, jednocześnie wskazuje ona, kreśli i oznacza to, co mija i dzieli, budując swe wiersze jako stale wznawiane „wyzwanie dla pustki”.
W swoim artykule, który ukazał się w Nouvelle Quinzaine Littéraire (numer 1146, marzec 2016) Sabine Huynh wspomina, że już we wcześniejszych zbiorach wierszy Déborah Heissler wprowadzała niuanse impresjonistyczne („szczyptę popiołów, liryki”), które będą stanowiły główny motyw jej twórczości poetyckiej: ogród intymny, pożądany [...]. Sorrowful Songs [...] prowadzi do takiego ogrodu w „Jardin – elle endormie” i do „triumfu”, który to ukojenie wyraża wobec nocy, straty, nieobecności i smutku odczuwanego przy lekturze „pieśni cierpienia”, które łzy swe czerpią ze źródeł Shoah. Albowiem to właśnie Symphony of Sorrowful Songs – Symfonia pieśni żałosnych lub III Symfonia, zwana „Symfonią pieśni żałosnych” – polskiego kompozytora Henryka Góreckiego, dręczonego wspomnieniami o zmarłych w Auschwitz, daje tomikowi tytuł, smutny ton, swoje tempo lento, potrójną formę (mimowolną i nieuchronną) i ruch: narracyjny z rozpoczęcia i zakończenia w „Jardin – elle endormie” i „Chambre où te perdre” oraz poetycki z części centralnej w „Rien que le ciel ouvert”.
W przedmowie do Sorrowful Songs (Æncrages & Co, sierpień 2015), Claude Chambard przywołuje z kolei „zniknięcie, miłość, wrażliwe ciała & uczucia, [...] co pozwala na zmienności łagodne & tak precyzyjne tej książki pełnej napięć & jednocześnie tak wyważonej. Nawet w obliczu śmierci obetrzemy twarz drugiej osoby & zachowamy ją, tak jak słynny welon Weroniki, trwały ślad twarzy Être aimé („kochanej istoty”). Prawdopodobnie nie jest niewłaściwe [kontynuuje] zobaczyć to prześliźnięcie z symfonii do muzyki kameralnej w formie kręgów pamięci & ciała niczym wariacje miłosne z ich chwilami szczęścia & żalami, oczekiwaniami & końcowym zniknięciem [...]”.

### Juror w konkursach literackich
- Nagroda w konkursie poezji Czasopisma Nunc (członek jury od stycznia 2017)
- Nagroda w konkursie na prozę poetycką im. Louisa Guillaume’a (członek jury od stycznia 2015)
- Prix Henry Durand, Paris IV – Sorbona (członek jury od 2009 do 2011)

### Nagrody literackie
- Nagroda w konkursie na prozę poetycką im. Louisa Guillaume’a (2012)
- Międzynarodowa nagroda w konkursie poezji frankofońskiej im. Yvana Golla (2011)
- Prix de la Vocation – Nagroda za Powołanie do poezji fundacji Bleustein-Blanchet (2005)
- Nagroda im. Henriego Duranda w konkursie na nowele Wydziału Slawistyki, Paris IV – Sorbona (2004)
- Nagroda za zasługę przyznawaną przez Action culturelle et des Associations, Paris IV – Sorbona (2003)

### Stypendia i pobyty w domach literackich
- Kredyt CNL, Centre national du livre(inne języki), na pobyt w Domu Poezji w Rennes (2013).
- Stypendium autorskie CRLFC, Centre régional du livre(inne języki) de Franche-Comté (2011).
- Stypendium literackie Antoinette et Pol Neveux, Académie française (1988).

### Wydarzenia literackie
Od 2005 zapraszana na liczne odczyty lub spotkania do UNESCO w Paryżu z okazji „Dnia Poezji” oraz do Alliance française w Paryżu (wraz z Jean-Michelem Maulpoix i Jean-François Manier), a także na „Lekturę pod chmurką” z Cheyne éditeur, w 20. rocznicę Festiwalu w Chambon-Sur-Lignon.
Została również zaproszona na pierwszy festiwal „Poés’Arts” wraz z Æncrages & Co w Abbaye de Baume les Dames (w towarzystwie Philippe’a Claudela, Michela Butora, a także Françoise Ascal i Armanda Dupuy); na „Regionalne Targi Książki” w Salins-les-Bains w 2011 (wraz z Jacques’iem Ancet); na „Targi Innej Książki” w Paryżu w 2014 (wraz z Luisem Mizonem i Fabrice’em Caravaca na prezentację jej książek wydanych przez Æncrages & Co).
Zapraszana na kolejne spotkania z okazji „Wiosny Poetów” w Paryżu, Baume-les-Dames, Bordeaux (w towarzystwie Claude’a Chambarda wraz z André Velterem, Jean-Baptistem Para, Rolandem Chopardem oraz Armandem Dupuy); z członkami Cie de théâtre Kalisto do Miluzy; na XI Festiwal muzyki i czytelnictwa „Obecni we Frontenay” w 2016 roku (w towarzystwie chińskich poetów Chen Shucaï, Chun Sue i Chu Chen oraz Sabine Huynh, a także pianistów i kompozytorów: Trami Nguyen i Laurent Durupt). W 2017 roku została zaproszona do wzięcia udziału i do reprezentowania Francji na Międzynarodowym Festiwalu Poezji im. Jose Maria Heredia w Meksyku, organizowanym po raz pierwszy.